# Eugenia yumana
Eugenia yumana är en myrtenväxtart som beskrevs av Brother Alain. Eugenia yumana ingår i släktet Eugenia och familjen myrtenväxter. Inga underarter finns listade i Catalogue of Life.